# 小行星9507
小行星9507（9507 Gottfried）是一颗绕太阳运转的小行星，为主小行星带小行星。该小行星于1973年9月30日发现。
小行星9507以德国作曲家理查德·瓦格纳的歌剧《罗恩格林》的登场人物高特菲命名。

## 轨道参数
小行星9507的轨道半长轴为2.3406223 UA，离心率为0.231。